# Gilles Boccanegra
Pour les articles homonymes, voir Famille Boccanegra et Boccanegra.
Gilles ou Egidio  Boccanegra, dit Barbanera, issu des Boccanegra, famille illustre de Gênes, frère de Simone Boccanegra, le premier Doge de Gênes.

## Biographie
En 1340, il conduisit l'escadre génoise lors de la bataille de L'Écluse, dont il parvient à s'échapper avec la moitié des génois. Il fut envoyé par le Doge, en 1340 au secours d'Alphonse XI, roi de Castille, contre les Maures. Il l'aida à gagner plusieurs batailles, contribua à la prise d'Algésiras et rendit de si grands services qu'Alphonse le fit amiral de Castille et lui donna le comté de Palma. 
En 1372, son fils, Ambrosio, vainquit, pour la France, les Anglais lors de la bataille de la Rochelle.